# Jovem Pan FM Cuiabá
Jovem Pan FM Cuiabá é uma emissora de rádio brasileira concessionada em  Chapada dos Guimarães, porém sediada em Cuiabá, respectivamente cidade e capital do estado de Mato Grosso. Opera no dial FM na frequência 90.9 MHz, é afiliada à Jovem Pan FM.

## História
Em meados de 2006 foi anunciado que a Antena FM iria se afiliar a Jovem Pan FM, assim trazendo a rede de volta a capital mato-grossense depois de 10 anos fora do ar, quando a mesma rede podia ser sintonizada na frequência 94,3 entre 1994 e 1996 (atualmente ocupada pela Rede Aleluia). A emissora estreou na capital no dia 8 de maio de 2006, ao meio-dia, durante o Panico. No inicio a emissora ainda não tinha programação local, mas logo após a contratação de alguns locutores, a afiliada conseguiu amentar a audiência da emissora, em algumas pesquisas realizadas pelo IBOPE, a Jovem Pan ocupava o segundo lugar, liderando no segmento jovem/pop e assim abrindo a concorrência com outras rádios. Na época, a emissora era pertencente ao Grupo Cidade Verde de Comunicação. Em 2016, a gestão da emissora foi assumida pelo Grupo PHD Publicidade, dos empresários Priscila Hauer e Fábio Defanti.
Na tarde de 15 de dezembro de 2021 a Jovem Pan FM Cuiabá foi retirada do ar após liminar concedida pela 11.ª Vara Cível de Cuiabá ao Grupo Futurista, que move processo contra o Grupo PHD Publicidade desde agosto de 2021 por irregularidades na administração da 93.3 MHz e da Nativa FM Cuiabá. O Grupo Futurista alega em processo que as infrações apuradas quebram o contrato de arrendamento firmado com o Grupo PHD Publicidade e que poderiam levar à perda da concessão das duas emissoras junto da Anatel, como falta de manutenção de equipamentos e transmissão em baixa potência. Em resposta, o Grupo PHD Publicidade anunciou que o contrato de arrendamento vale até 2023 e que vai recorrer judicialmente para restabelecer o contrato e os sinais das rádios. Em 17 de novembro de 2021, o TJ-MT derrubou a liminar favorável ao Grupo Futurista e determinou a retomada da gestão das rádios ao Grupo PHD Publicidade. Em seguida, o Grupo Futurista entrou com um agravo de instrumento contra a decisão, protocolada no dia 21 de dezembro, onde a defesa acusa Priscila Hauer de induzir a desembargadora ao erro. Na mesma ocasião, o Grupo PHD Publicidade entrou com petição para recolocar as duas emissoras no ar, alegando que o Grupo Futurista estaria criando entraves ao cumprimento da decisão judicial.
Em 23 de dezembro de 2021, a Jovem Pan FM Cuiabá entrou no ar na frequência 94.9 MHz, uma concessão migrante AM-FM da cidade de Chapada dos Guimarães. No dia seguinte, o Tribunal de Justiça de Mato Grosso aceitou o depósito feito pelo Grupo Futurista como caução no valor da multa equivalente a quebra de contrato e determinou a devolução do controle das duas frequências em posse do mesmo. O processo segue em discussão na justiça. 